# Lajkó Félix
Lajkó Félix (Topolya, Jugoszlávia, 1974. december 17. –) Liszt Ferenc-díjas, Érdemes Művész, magyar világzenei hegedűművész és zeneszerző. Virtuóz módon kezeli a hegedűt, emellett kiválóan játszik zongorán és citerán is. Nős, lánya Lajkó Léda.

## Élete
A citerával 10 éves korában, 1984-ben ismerkedett meg, míg a hegedűvel hatodik osztályos korában került közelebbi kapcsolatba. A szabadkai zenei középiskolát elhagyva, Budapestre utazott, ahol a Dresch Quartet tagja lett.
Számos ismert zenésszel dolgozott együtt, mint Szabados György, Boris Kovač, a francia Noir Désir zenekar, Alexander Balanescu, Boban Marković.
Színházi és filmzenéket komponál, számos lemeze jelent meg. 2008-ban, a 39. Magyar Filmszemle Arany Orsó díját Mundruczó Kornél Delta című filmje kapta, melyben főszerepet játszott.

## Diszkográfia
- Lajkó Félix és Volosi (2019)
- Neked (2016)
- Most jőttem... (2016)
- Végtelen (2014)
- Jelszó (2014)
- Mező (2013)
- Makovecz turné (2011)
- A bokorból (2009)
- Remény (2007)
- Örömkoncert - Lajkó Félix és vendégei (koncertfelvétel) (2006)
- Lajkó Félix 7 (2005)
- Félix (2002)
- Lajkó Félix és bandája játszik (2001)
- Boban Markovics Orkestar Feat. Lajkó Félix (2000)
- Lajkó Félix és zenekara: Koncert ’98  (1998)
- Lajkó Félix – Lőrinszky Attila: Live at the Academy (1997)
- Lajkó Félix és Zenekara (1997)
- SaMaBa Trió: Opus Magnum (közreműködő) (1996)
- Noir Desir: 666.667 Club (közreműködő) (1996)
- Lajkó Félix és bandája (1995)
- Dresch Dudás Mihály: Zeng a lélek (1993)

## Díjai
- A Magyar Köztársasági Érdemrend tisztikeresztje (2005)[1]
- Párhuzamos Kultúráért díj (2005)[2]
- Liszt Ferenc-díj (2016)
- Érdemes művész (2024)